# 지방도 제1010호선
지방도 제1010호선(하이 ~ 동해선)은 경상남도 고성군 하이면 덕호리와 동해면 양촌리를 잇는 경상남도의 지방도이다. 고성군 해안을 따라 구불구불하게 이어져 있어 사고 위험이 높다. 고성군 하이면, 하일면, 삼산면 등의 일부 해안 구간은 미개통되어 있고, 국도 제77호선을 따라 건설되어 있다. 고성읍 구간에서는 국도 제14호선과 국도 제33호선과 교차한다. 고성읍, 거류면, 동해면 구간은 국도 제77호선과 직선으로 나란히 이어지다가 국도 제77호선과 만나면서 끝난다.

## 연혁
- 2003년 2월 20일 : 노선 폐지 및 재지정[1][2]
- 2009년 10월 15일 : 지방도 노선 조정으로 총 연장이 71.5km에서 77.6km로 변경[3]

- 고성읍 통과 구간 폐지
- 남포 ~ 신월 구간 노선 변경(고성군도 18호선 일부 승격, 국도 제14호선과 중복되는 구간으로 변경)

- 2020년 10월 8일: 고성군 하이면 덕호리~덕명리, 하일면 동화리, 삼산면 두포리 구간 노선 변경[4]

## 주요 경유지
- 고성군
  - 하이면 덕호리(삼천포화력발전소) - 군호고개 - 덕명리 - 덕명삼거리 - 고성공룡박물관 - 상족암 - 제전삼거리 - 월흥리
  - 하일면 맥전포 - 장춘교 - 하일초등학교 장춘분교(폐교) - 춘암리 - 부경대학교 수산과학기술센터 - 송천리 - 임포교 - 학림리 - 안담교 - 용태리 - 중촌교 - (미개통 구간: 용태리)
  - 삼산면 (미개통 구간 : 장치리 - 삼봉리 - 미룡리) - 용호삼거리 - 미룡리 - 두포리 - (두모) - (미개통 구간 : 두포리) - (군령포) - 장지삼거리 - 병산교 - 병산리 - 판곡리 - 대곡교
  - 고성읍 대곡교 - 수남리 - (남포항) - 고성남산공원 오토캠핑장 - (신부) - 신월리 - 월평삼거리 - 신월 나들목 - 율대사거리 - 동외리 - 송학 교차로 - 송학리 - 이진교
  - 거류면 이진교 - 송정교 - 송산리 - 가려리 - 거산리 - 거산삼거리 - 감서리
  - 동해면 외곡리 - 한내삼거리 - 대천교 - 내곡리 - 장기일반산업단지 - 장기리 - 천해지조선소 - 동해초등학교 - 동해중학교 - 양촌리(덕곡)

## 중복 구간
- 고성군 고성읍 신월리 ~ 송학 교차로 : 국도 제14호선과 중복

## 도로명
- 고성군 하이면 덕호리 ~ 하일면 용태리 : 자란만로
- 고성군 삼산면 용호삼거리 ~ (두모) : 두포로
- 고성군 삼산면 군령포 ~ 장지삼거리 : 두포5길
- 고성군 삼산면 장지삼거리 ~ 고성읍 (신부) : 공룡로
- 고성군 고성읍 (신부) ~ 신월리 : 신월로
- 고성군 고성읍 신월리 ~ 송학 교차로 : 남해안대로
- 고성군 고성읍 송학 교차로 ~ 동해면 양촌리 : 동해로